# Enyedi Sándor
Enyedi Sándor (Dés, 1938. január 1. –) magyar irodalom- és színháztörténész.

## Életútja
Szamosújváron végezte a középiskolát, Kolozsvárt szerzett magyar-történelem szakos tanári oklevelet. Egy évig a bukaresti Előre, majd a kolozsvári Igazság munkatársa volt, ezután  Désen és környékén tanított.
József Attila nyomában – Désen c. tanulmánya (Korunk, 1967/5) helytörténeti adatokkal egészítette ki József Attila eltűntnek hitt édesapja kalandos történetét. Fő kutatási területe az erdélyi magyar színjátszás hőskorának (1792–1821) vizsgálata. Az erdélyi városok egykorú magyar színházi előadásait összegezte Az erdélyi magyar színjátszás kezdetei c. könyvében (1972), s ide kalauzol Déryné erdélyi színpadokon c. kötetében (1975) is, korabeli dokumentumokat hasznosítva.
1976-ban áttelepült Magyarországra, s a Magyar Színházi Intézet tudományos főmunkatársa lett Budapesten. A kassai 1830–31-es Nemzeti Játékszíni Tudósítások fellelt számait hasonmás kiadásban jelentette meg (1979). Sajtó alá rendezte idősebb Wesselényi Miklós színházi levelezését, bevezetéssel, jegyzetekkel ellátva 1983-ban. 1987-től főmunkatárs a Magyarságkutató Intézetben, mely új nevén 1992-től Közép-európai Intézet.

## Kötetei (válogatás)
- Az erdélyi magyar színjátszás kezdetei 1792–1821. Kriterion, (Bukarest, 1972)
- Kótsi Patkó János szerepei. (In: Régi és az új Theatrum históriája és egyéb írások. Bukarest, 1973.191-212.)
- Déryné erdélyi színpadokon. Kriterion, Bukarest, 1975
- Nemzeti Játékszíni Tudósítás. Sajtó alá rendezte, a tanulmányt írta: Enyedi Sándor. Budapest, 1979
- Id.Wesselényi Miklós színházi levelezése. Összeállította, a bevezető tanulmányt és jegyzeteket írta Enyedi Sándor. Budapest, 1983
- Aranka György erdélyi társaságai. Válogatta, a bevezető tanulmányt és a jegyzeteket írta Enyedi Sándor. Budapest, 1988
- Paulay Ede szerepei. (In: Paulay Ede írásaiból. Budapest, 1988.383-476)
- Öt év a kétszázból. A kolozsvári Magyar Színház története 1944 és 1949 között. Budapest, 1991
- Tegnapelőttől tegnapig (Művelődés történeti tanulmányok). Kolozsvár, 1998
- Rivalda nélkül. A határon túli magyar színjátszás kislexikona. (Budapest, 1999)?[2][3]
- Az ember tragédiája bemutatói. I. Az ősbemutatótól Trianonig. Budapest, 2002
- Színészek, színházak, városok. A határon túli magyar színházművészet kislexikona. (Balassi Kiadó, Budapest, Polis Könyvkiadó, Kolozsvár, 2005)[4]
- Az ember tragédiája bemutatói. Az első hatvan év. (Budapest, 2005)[5]
- A Tragédia a színpadon. 125 év (bibliográfia). Budapest, 2008
- Henrik Ibsen drámái magyar színpadokon. Madách Irodalmi Társaság. Budapest, 2014